# Trithemis hecate
Trithemis hecate là một loài chuồn chuồn ngô thuộc họ Libellulidae. Nó được tìm thấy ở Botswana, Tchad, Cộng hòa Dân chủ Congo, Gambia, Guinée, Kenya, Liberia, Madagascar, Malawi, Mozambique, Namibia, Senegal, Nam Phi, Tanzania, Uganda, Zambia, Zimbabwe, và có thể Burundi. Các môi trường sống tự nhiên của chúng là các khu rừng ẩm ướt đất thấp nhiệt đới hoặc cận nhiệt đới, xavan khô, xavan ẩm, vùng đất có cây bụi nhiệt đới hoặc cận nhiệt đới, vùng cây bụi ẩm khu vực nhiệt đới hoặc cận nhiệt đới, và sông.